# Youssouf Assogba
Pour les articles homonymes, voir Assogba.
Youssouf Assogba, né le 21 août 2001 à Parakou, est un footballeur béninois qui évolue au poste d'arrière droit.

## Biographie

### Carrière en club
Formé dans son pays natal, Assogba passe notamment par l'USS Kraké de Porto-Novo — où il découvre la sélection nationale — avant de signer avec l'Amiens SC le 21 novembre 2019, après avoir effectué un stage l'été précédent avec le club qui vient tout juste d'être relégué en Ligue 2,.
Il fait ses débuts avec les picards le 1er décembre 2020, titularisé à droite de la défense lors d'une victoire 1-0 contre l'USL Dunkerque
Lors de la saison 2021-2022, il est prêté à l' US Boulogne.

### Carrière en sélection
Assogba réalise ses débuts avec l'équipe du Bénin le 6 septembre 2020, à l'occasion d'une victoire 2-1 à Caen contre la Côte d'Ivoire de Serge Aurier, alors récente quart-de-finaliste de la CAN,.